# Simon Harris
Simon Harris (* 17. října 1986 Greystones) je irský politik sloužící v letech 2024 až 2025 jako taoiseach (předseda vlády) a lídr Fine Gael. Od roku 2011 je poslancem zvoleným ve volebním obvodu Wicklow. Zároveň v letech 2014 až 2024 působil v několika ministerských funkcích. V roce 2025 se stal irským ministrem zahraničí a obrany.
Narodil se ve městě Greystones v hrabství Wicklow. Do politiky se poprvé zapojil v době svého dospívání. V místních volbách v roce 2009 byl zvolen do zastupitelstva hrabství Wicklow. V parlamentních volbách v roce 2011 byl zvolen do Dáil Éireann, čímž se ve svých pouhých 24 letech stal nejmladším poslancem v daném volebním období. V letech 2014–2016 byl Státním tajemníkem na ministerstvu financí. Následně byl v letech 2016–2020 v menšinových vládách Fine Gael ministrem zdravotnictví. V letech 2020–2024 byl ministrem pro další a vyšší vzdělávání, výzkum, inovace a vědu.
Kvůli rezignaci Lea Varadkara byl 24. března 2024 zvolen lídrem strany Fine Gael a 9. dubna byl jmenován premiérem (taoiseach). Ve svých 37 letech je nejmladší taoiseach v irské historii. V lednu 2025 jej ve funkci nahradil Micheál Martin.